# Galántai Zsolt

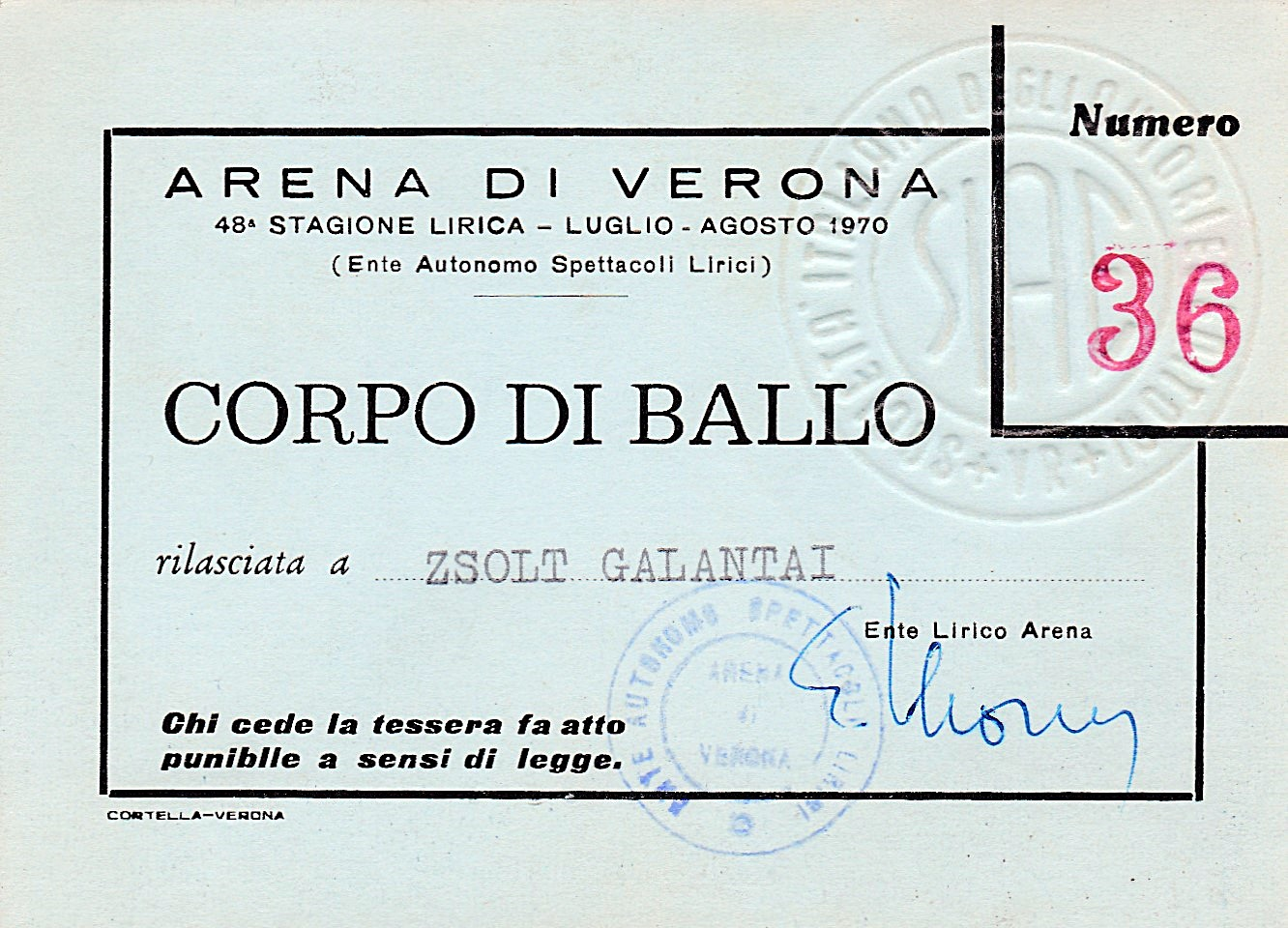
Galántai Zsolt engedélye

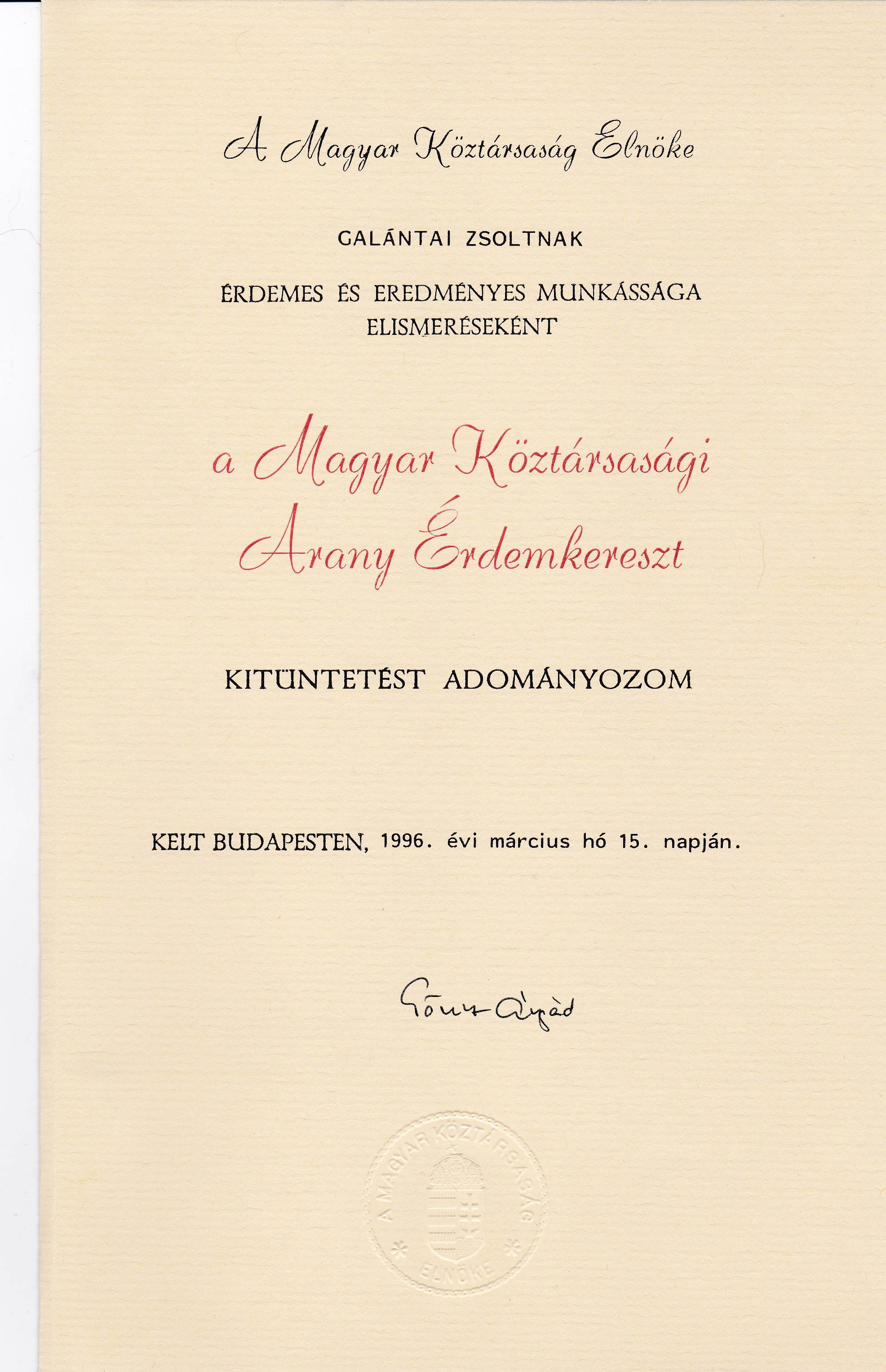
Galántai Zsolt kitüntetése

Galántai Zsolt (Budapest, 1946. április 19.)  magyar balettművész, balettmester, táncpedagógus, a Magyar Állami Operaház tagja. Balettigazgató, művészeti titkár, asszisztens és produkciós koordinátor.

## Élete
Szülei: Galántai István és Orémusz Borbála. Testvérei: Galántai Csaba, Galántai Napsugár, Galántai Zsombor. 1952-től hegedülni tanult. 1955-1964 között az Állami Balett Intézet növendéke. Mesterei: Hidas Hedvig, Bartos Irén, Merényi Zsuzsa, Olga Lepesinszkája, Roboz Ágnes, Lugossy Emma, Kiss Ilona, Barkóczy Sándor, Aszalós Károly. 1964-ben  táncművész diplomát szerez. 1964 szeptember 1-től a Magyar Állami Operaház balettművésze. 1977-ben klasszikus táncpedagógus diplomát szerzett.
1977-78-ban óraadó tanár a Magyar Táncművészeti Főiskolán, majd 1985-ig a Magyar Állami Népi Együttes klasszikus-balettmestere. 1985-től a Magyar Állami Operaház balett együttesének próbavezető és betanító balettmestere:  Milloss Aurél - a Csodálatos mandarin, Balanchine – Szerenád, Apollo, C-dúr szimfónia.
1985-ben Orosz Adél balettigazgatói működése alatt a Magyar Állami Operaház balettegyüttesének művészeti titkára lett. 1985-2010 között  Orosz Adél, Keveházi Gábor, Fodor Antal, Szakály György,  ifj.Harangozó Gyula, Eldar Alijev, Solymosi Tamás balettigazgatók működése alatt folytatólagosan a Magyar Állami Operaház balettegyüttesének művészeti titkára2012-ben történt nyugdíjba vonulásáig.

## Főbb szerepek
- Párizs lángjai - Pierre
- Diótörő - Bohóc, Kínai, Rózsakeringő szóló
- A Hattyúk tava - Valcer szóló, Tarantella
- Bahcsiszeráji szökőkút - Két ifjú
- Rómeó és Júlia - Péter
- Daphnis és Cloé - Kalóz
- A rosszul őrzött lány - Kakas
- Faust - szóló kisördög
- Carmen - szóló

## Külföldi tevékenysége
- 1970,72-ben az Aréna di Verona (koreográfus Luciana Novaro:  Carmen,Traviata), és a Teatro Romano vendégművésze, (koreográfus Susanna Egri: Partita, Il figliuol prodigo) Gabriella Cohen primaballerina assoluta  partnereként.
- 1979 Torino - „I balletti di Susanna Egri” balettiskolában vendég balettmester, és fellépő.

### Egyéb külföldi vendégszereplések
- Pozsony, Prága, Varsó, Łódź, Moszkva, Leningrád, Kiev, Bukarest, Szófia, Várna, Dubrovnik, Trieszt, Róma, Bologna, Firenze, Velence, Trento, Catania, Torino, Palermo, Bécs, Grác, Salzburg, Brégenz, Zürich, Berlin, Köln, Duisburg, Dortmund, Lipcse, Edinburgh, Bergen, Helsinki, Le Havres, Párizs, Bordeaux, Monte Carlo,  Valencia, Lisszabon, Baalbeck, Tel Aviv, Mexico, Toronto, Montreal, Tajpej, Hong-Kong, Thessaloniki.

## Filmszerep
- Az életbe táncoltatott lány...[4][5] (1964)

## Díjai
- Bartók növendék hegedűversenyen aranyérmet nyert. (1954)
- Budapesti Kulturális Seregszemle (hegedű) Első helyezettje (1961)
- Tériné Horváth Margit-díj[6] (1992)
- Magyar Köztársasági Arany Érdemkereszt